# Стечение обстоятельств (фильм)
«Стечение обстоятельств» (латыш. Apstākļu sakritība) — художественный фильм режиссёра Вии Бейнерте, снятый по сценарию Виктории Токаревой на Рижской киностудии в 1987 году.

## Сюжет
Молодая актриса Вероника Бергс в ожидании роли занимается озвучиванием мультфильмов. В её жизни наступил не самый лучший этап. Мелочные споры с матерью, недопонимание с мужем и — в довершение ко всем невзгодам — известие о болезни дочери. Сданные анализы показали почечную патологию, но для окончательного диагноза необходимо пройти обследование в клинике.
Равнодушное отношение медиков городской больницы заставило родителей девочки искать помощь на стороне. Коллеги с киностудии посоветовали обратиться к профессору Янсону, одному из лучших специалистов по детским заболеваниям почек.
Представившись журналисткой радио, Виктория пытается найти способ добиться квалифицированной консультации. Доктор влюбился в привлекательную актрису и был разочарован, услышав её признание. Несмотря на возникшее недоразумение, он с готовностью осмотрел ребёнка и, к радости матери, не нашёл ничего серьёзного.

## В ролях
- Ингеборга Дапкунайте — Вероника Бергс
- Лембит Ульфсак — Николай Янсонс
- Саулюс Баландис — Вернер Бергс
- Антра Лиедскалныня — мать Вероники
- Мадара Шмате — Вита
- Юлле Калюсте — Нинка
- Рудольф Плепис — Роберт
- Костас Сморигинас — Роланд
- Улдис Ваздикс — Юлиан
- Юрис Лиснерс — Рихард
- Регина Разума — жена Янсона
- Дзидра Ритенберга — профессорша
- Гунарс Цилинский — директор киностудии
- Борис Аханов — участковый врач
- Светлана Блесс — Сильвия
- Леонс Криванс — таксист
- Петерис Лиепиньш — попутчик
- Мирдза Мартинсоне — актриса
- Нина Незнамова — Марта
- Улдис Пуцитис — сосед с собакой
- Инесса Саулите — медсестра

## Съёмочная группа
- Автор сценария: Виктория Токарева
- Режиссёр-постановщик: Вия Бейнерте
- Оператор-постановщик: Валдемарс Емельяновс
- Композитор: Мартиньш Браунс
- Художник-постановщик: Василий Масс